# Franziskanerkloster Kłodzko
Das Franziskanerkloster Kłodzko (polnisch Klasztor Franciszkanów w Kłodzku) ist ein barocker Baukomplex aus dem 17. Jahrhundert in Kłodzko (Glatz) in Niederschlesien (vormals Grafschaft Glatz). Es steht unter Denkmalschutz

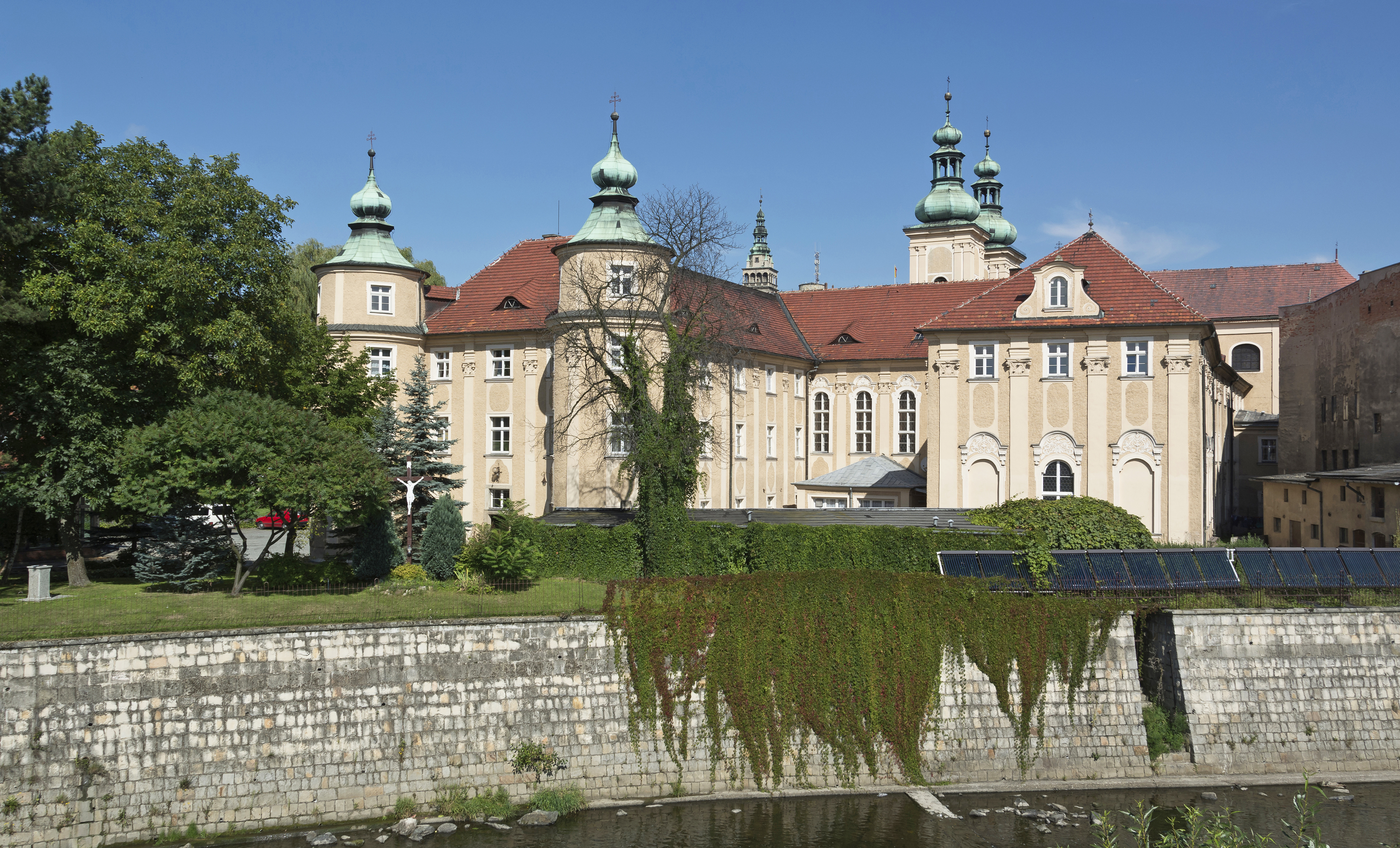
Franziskanerkloster Kłodzko mit Neißeufer (2014)

## Lage
Das Franziskanerkloster schließt sich nach Süden an die Maria-Rosenkranz-Kirche an und ist wie diese vom Franziskanerplatz aus zugänglich, der gegenüber dem unteren Ende der Mühlgrabenbrücke und damit außerhalb der vormals durch die Stadtmauer geschützten Altstadt liegt. Das Gebiet gehört zu der von der Glatzer Neiße und dem Mühlgraben gebildeten Insel mit dem Namen Sandinsel und ist daher stark hochwassergefährdet.

## Beschreibung
Das Kloster ist eine Dreiflügelanlage mit zwei in Nord-Süd-Richtung verlaufenden Längsflügeln und einem verbindenden, etwa in der Mitte der Längsflügel verlaufenden Querflügel. Alle drei Teile haben die gleiche Höhe und tragen Walmdächer mit Fledermausgauben. Der westliche Längsflügel ist dreigeschossig mit 15 Fensterachsen, zwischen denen flache Pilaster mit kunstvollen Kapitellen das Gebäude senkrecht gliedern. An den Südecken stehen zwei viergeschossige Rundtürme mit barocken Hauben. Nach Norden endet der Flügel am Franziskanerplatz neben der Kirche mit einem Volutengiebel, der von drei Heiligenfiguren verziert wird und die Jahreszahl 1732 trägt.
Während der Westflügel für Wohnzwecke oder Ähnliches vorgesehen ist, enthält der etwas kürzere, ebenfalls mit Pilastern strukturierte Ostflügel einen Saal mit den Maßen 10 × 18 Meter, der sich über zwei Etagen erstreckt, das ehemalige Refektorium. Das flache Troggewölbe des Saales trägt Fresken, die 1744 von Felix Anton Scheffler (1701–1760) geschaffen wurden mit Darstellungen der Heiligen Dreifaltigkeit sowie Figuren des heiligen Franziskus und anderer Heiliger, Märtyrer und Kirchenväter. Der Übergang zwischen Gewölbe und Wänden ist mit einem Rokokofries mit Flachreliefs von Kindern verziert. An der Nordseite des Saales steht in einer Nische eine mittelalterliche Madonnenfigur.

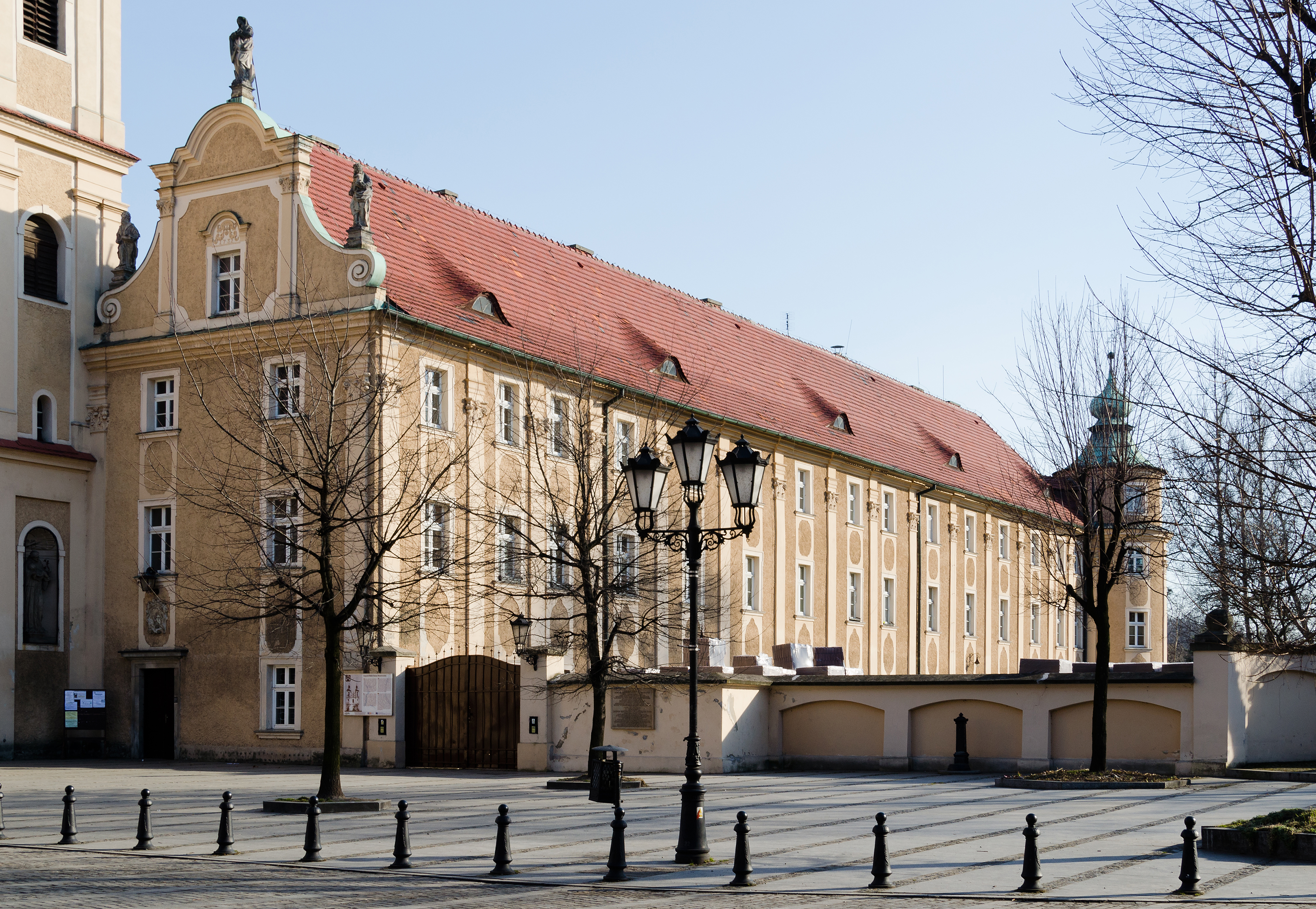
Westflügel vom Franziskanerplatz (2014)
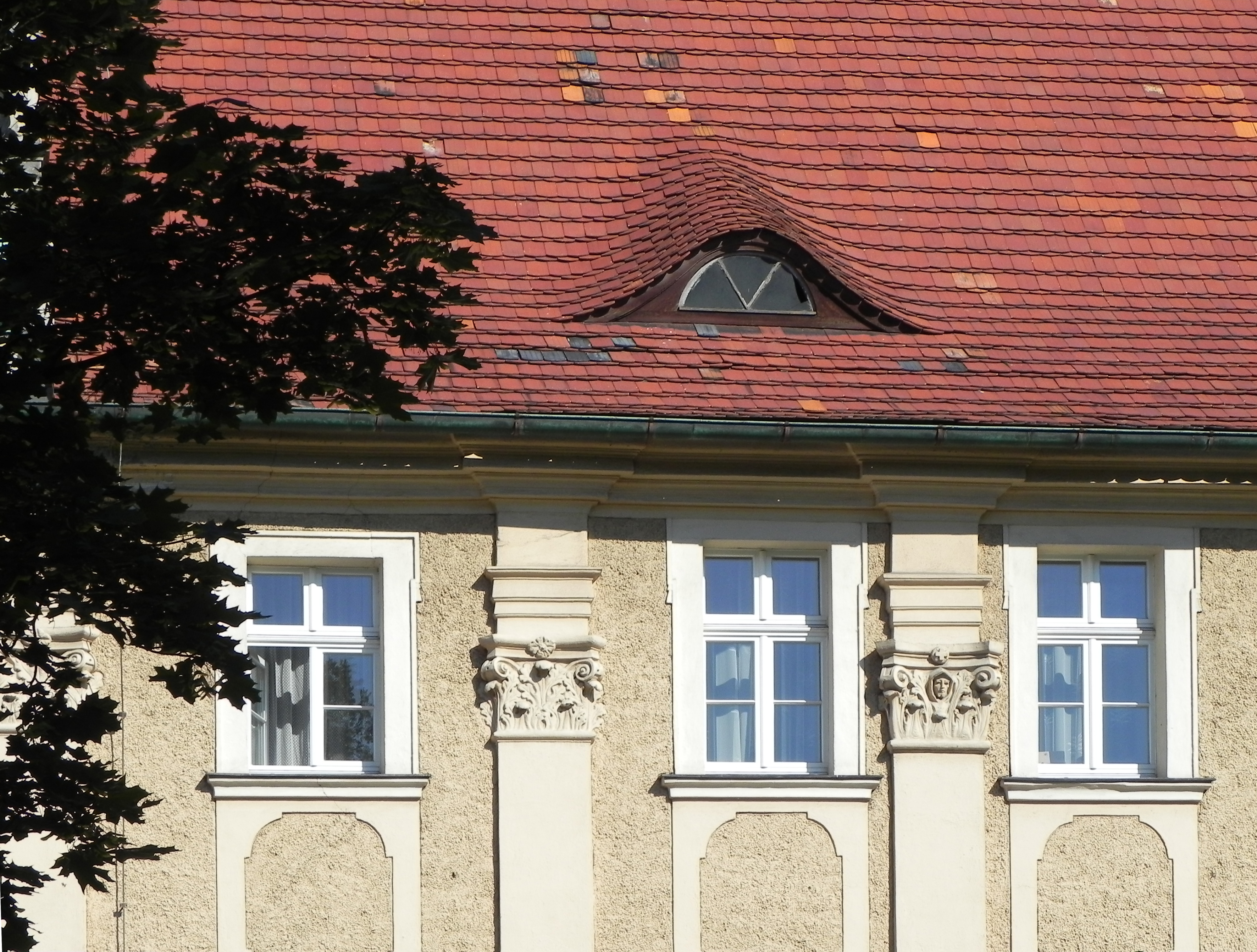
Pilasterkapitelle (2013)
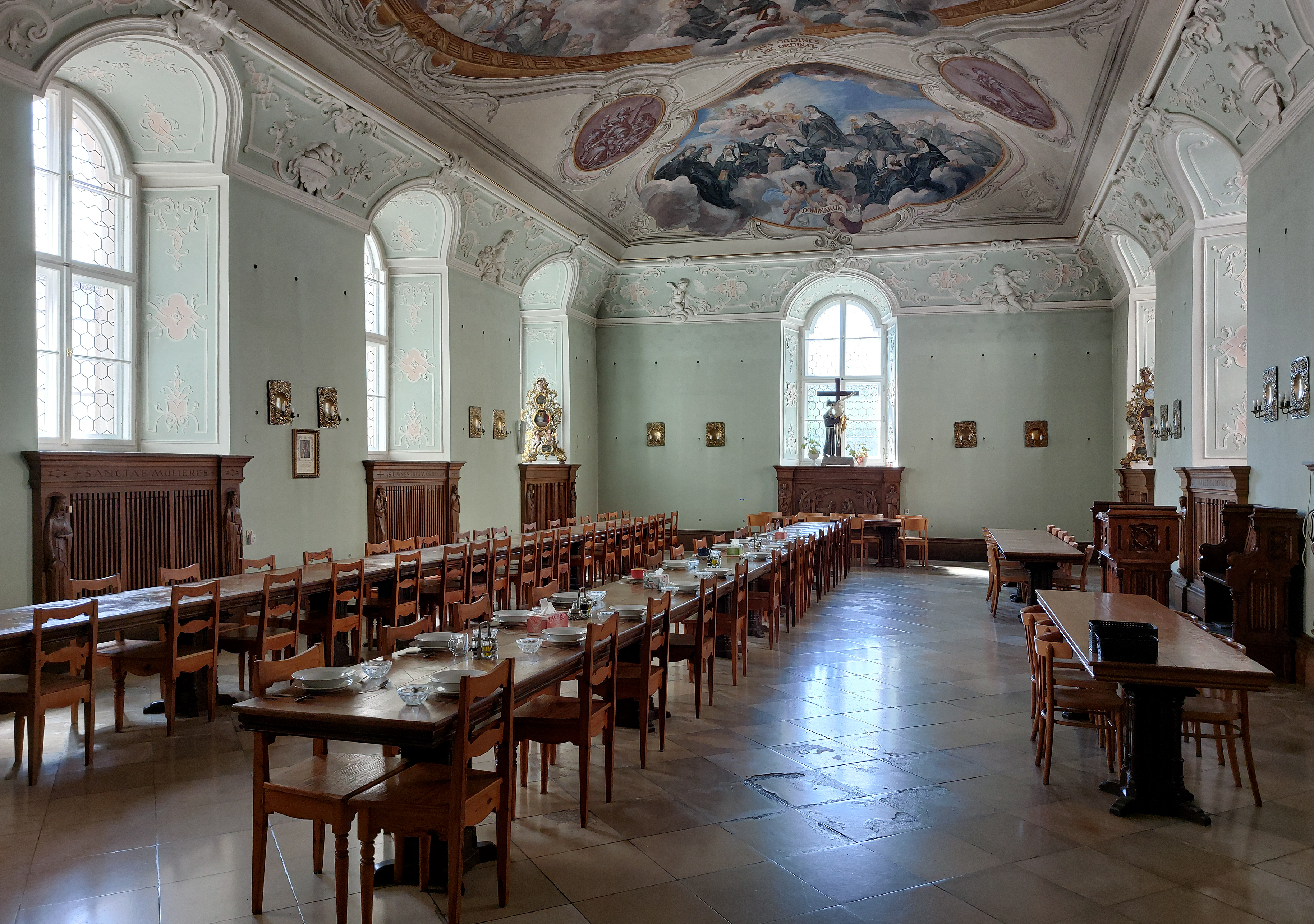
Refektorium (2024)
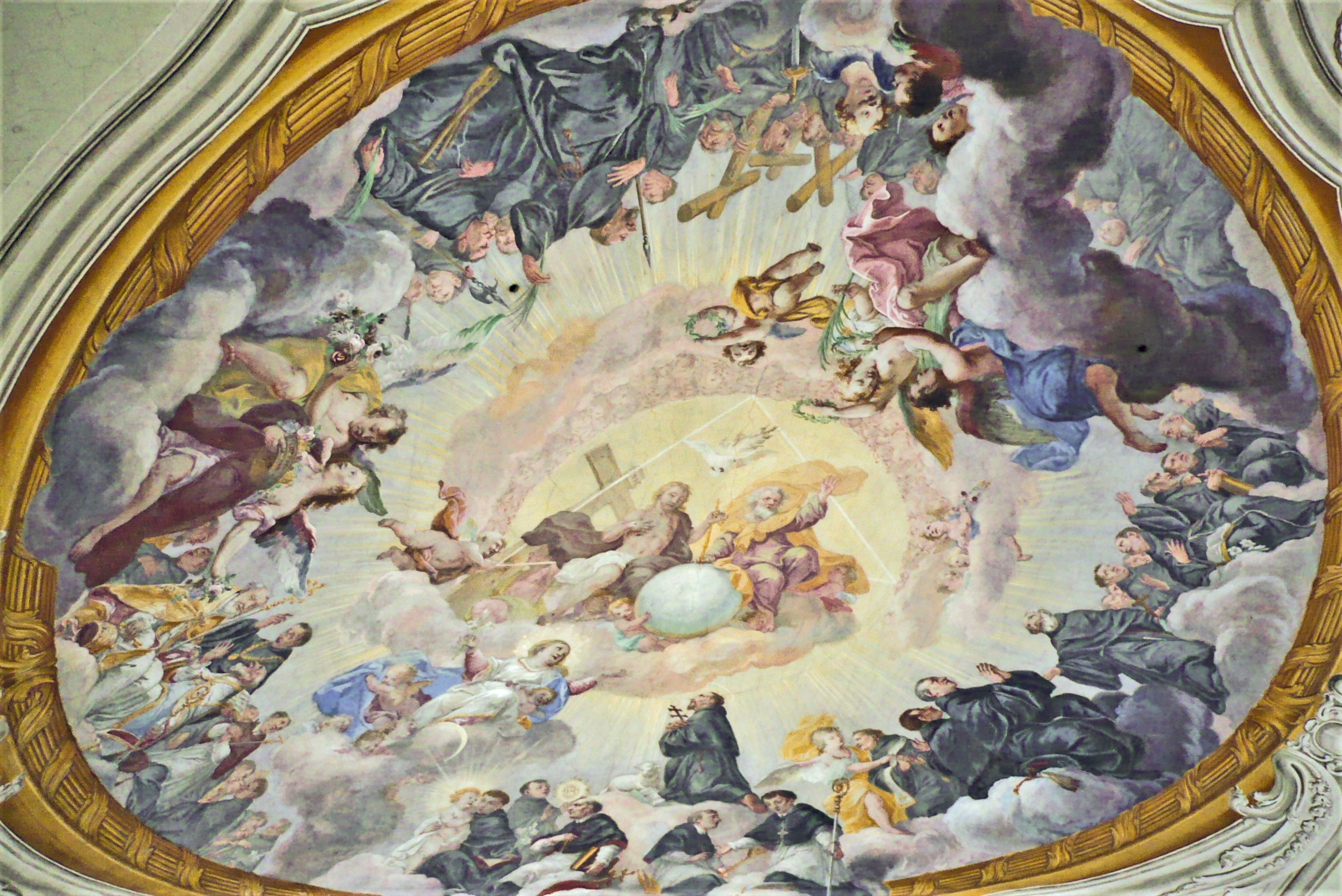
Deckenfresko im Refektorium (Ausschnitt) (2021)
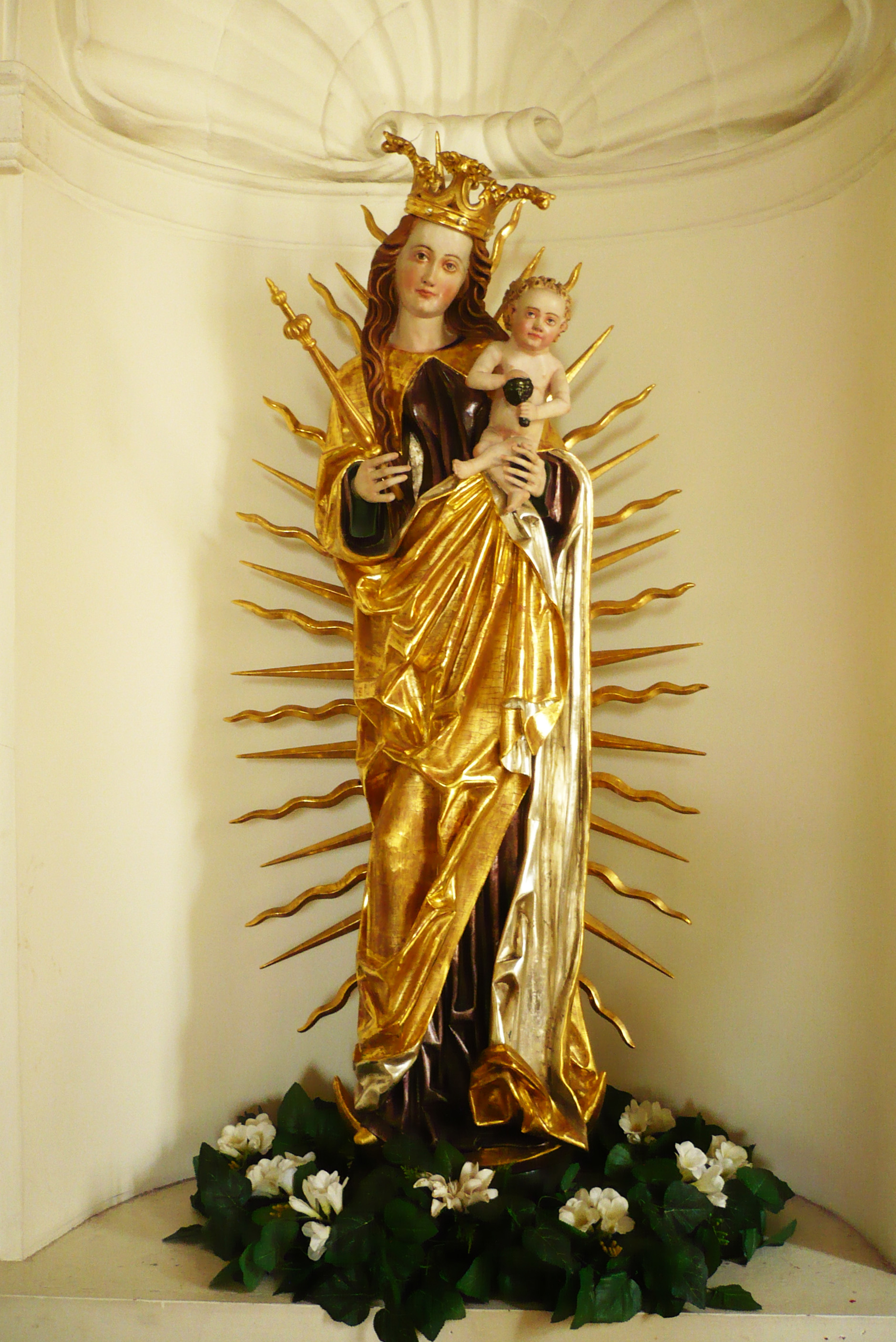
Madonnenfigur (2021)

## Geschichte
Um die Mitte des 13. Jahrhunderts kamen Brüder des 1209 in Italien gegründeten Franziskanerordens (fratres minores, Minderbrüder) nach Glatz und errichteten das hölzerne Kloster „Maria auf dem Sande“. Erster Guardian des Konvents war der Tscheche Petrus Odranecz. Er übersetzte um 1270 live eine Predigt des Franziskaners Berthold von Regensburg (um 1210–1272), die dieser wegen der großen Zahl von Zuhörern im Freien unter einer Linde am Kloster hielt.

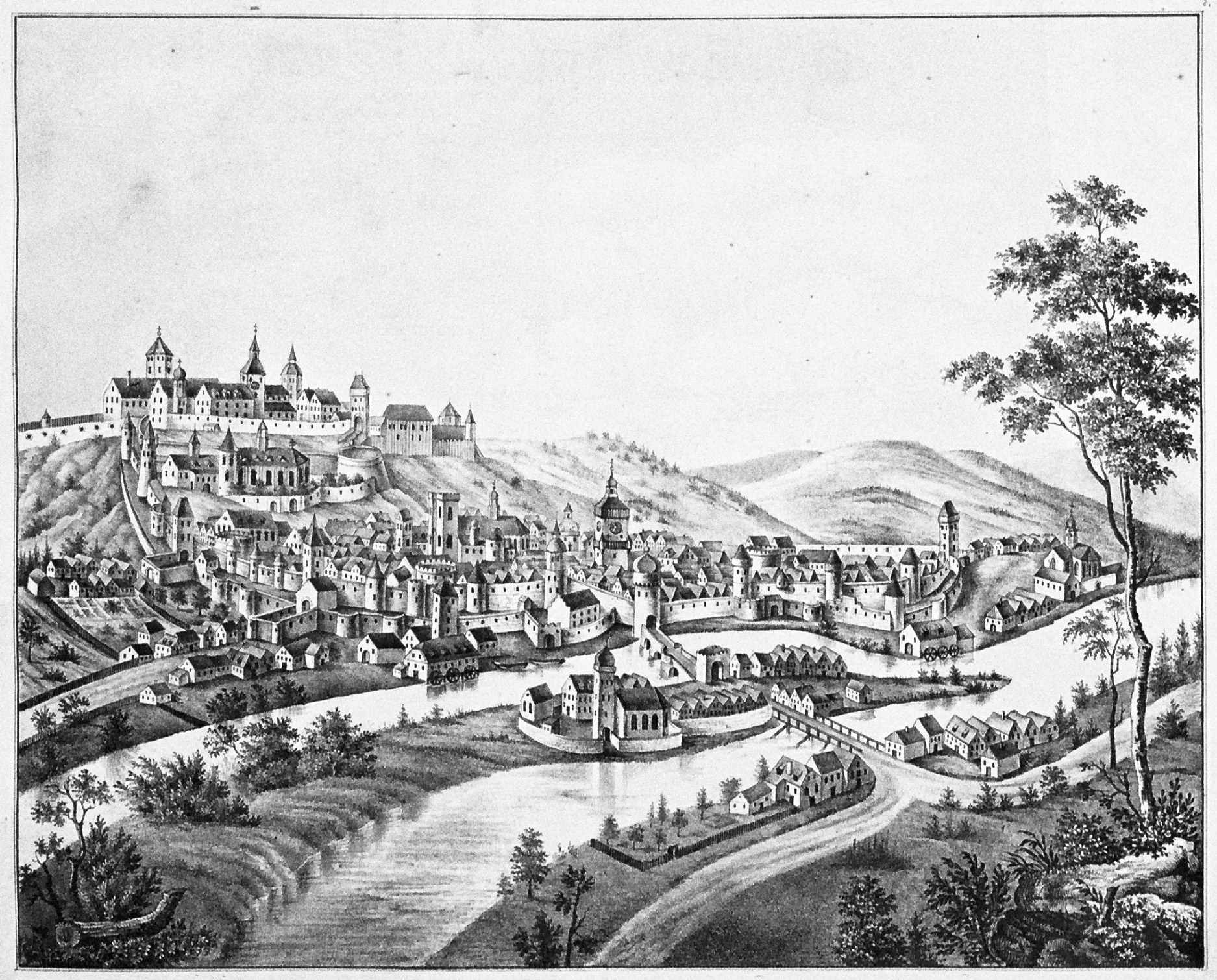
Das Kloster auf der Sandinsel, um 1500

Während der Hussitenkriege wurde das außerhalb der Stadtmauer gelegene Kloster 1428 abgerissen, um die Belagerung der Stadt durch die Hussiten zu verhindern. Die Brüder fanden eine neue Bleibe innerhalb der Stadtmauern. Als diese 1463 abbrannte, gingen sie auf die Sandinsel zurück und bauten ihr Kloster wieder auf, das sie durch die Reformation erneut verloren. 1604 erhielten sie das Gelände zurück und begannen mit dem Wiederaufbau. Im Dreißigjährigen Krieg wurden die Klosteranlagen 1619 von den Behörden beschlagnahmt und als Druckerei und evangelische Schule genutzt.
1622 wurde das Anwesen den Franziskanern zurückgegeben. Es folgte eine Phase reger Bautätigkeit und Konsolidierung, in der Kloster und Kirche in der heutigen Form entstanden. Das Kloster wurde 1731 fertiggestellt, sein Innenausbau dauerte bis 1744. Es gehörte zur Böhmischen Franziskanerprovinz, ab 1755 mit den übrigen Klöstern in Schlesien zur neu gegründeten Schlesischen Franziskanerprovinz. 1783 richtete ein verheerendes Hochwasser beträchtliche Schäden an. 1810 verloren die Franziskaner durch die Säkularisation ihr Kloster erneut. Nach fast zehn Jahren Leerstand richtete der preußische Staat im Kloster ein Reserve-Lazarett ein und nutzte das Haus für verschiedene städtische und staatliche Behörden. 1927 konnten die Franziskaner das Anwesen zurückkaufen und in langjähriger Arbeit wieder herrichten. Dabei entstand auch in dem durch Kirche und Kloster gebildeten Hof ein Oratorium.

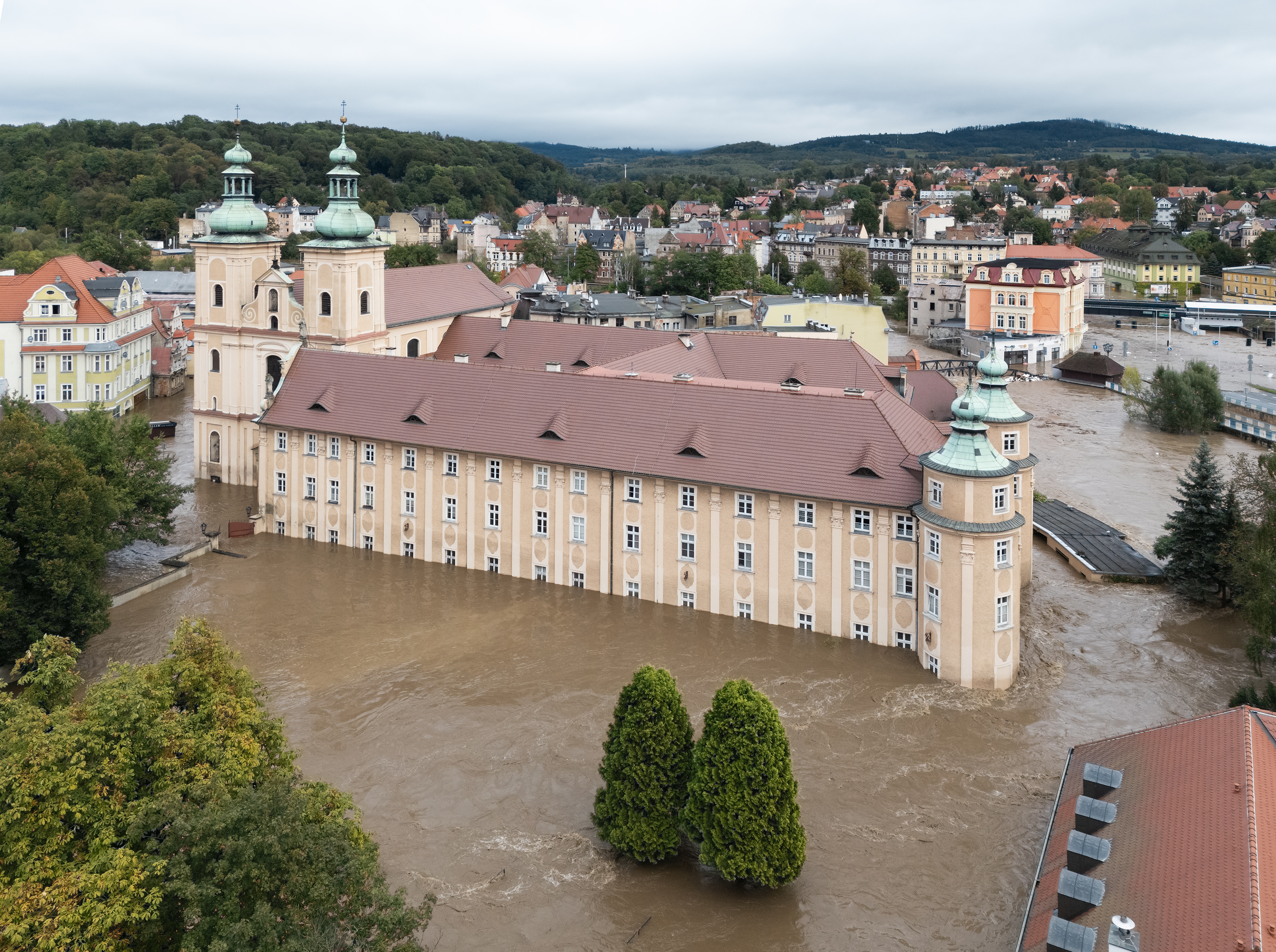
Hochwasser 2024

Nach dem Übergang Schlesiens an Polen infolge des Zweiten Weltkrieges wurden bis November 1946 mit der deutschen Bevölkerung auch die deutschen Franziskaner vertrieben und ein polnisches Kloster begründet, das heute Franziskanerkloster Unserer Lieben Frau vom Guten Rat (polnisch: Klasztor Franciszkanów pw. Matki Bożej Dobrej Rady) heißt und zur Franziskanerprovinz von der hl. Hedwig (polnisch Prowincja Świętej Jadwigi Zakonu Braci Mniejszych) gehört.
1998–2010 wurden die Schäden des Hochwassers von 1997 beseitigt. Beim Hochwasser in Mitteleuropa im September 2024 wurden Kirche und Kloster wiederum überflutet.